# Novyj Mir
La rivista Novyj Mir in russo Новый Мир? è una rivista mensile letteraria in lingua russa. È stata fondata nel gennaio 1925 ed è pubblicata a tutt'oggi. La rivista ha sede a Mosca.
Può essere considerata idealmente la continuazione di una linea editoriale che parte con la rivista Mir Bozhy ("Il mondo di Dio") pubblicata tra il 1892 ed il 1906 , e prosegue con Sovremenny Mir ("Mondo Contemporaneo")  pubblicata dal 1906 al 1917.
I suoi primi redattori furono Anatolij Lunačarskij e Jurij Steklov. La rivista iniziò pubblicando testi in prosa che seguivano la linea generale del Partito Comunista Sovietico e proseguì su questa linea fino ai primi anni sessanta (nonostante una piccola controversia nel 1945 quando venne pubblicato un saggio di Aleksandr Bek che riportava sei differenti termini gergali per "perineo".
Durante i periodi di Tvardovskij (1950-1954 e 1958-1970) Novyj Mir ha avuto una forte influenza sullo sviluppo della letteratura sovietica.
Tvardovskij ha sostenuto le opere litterarie di V. Ovečkin, J. Kazakov, F. Abramov, S. Zalygin, V. Tendrjakov, J. Bondarev, G. Baklanov, I. Grekova , Č. Ajtmatov ed altri.
Nei primi anni '60 Novyj Mir cambiò linea politica e si portò su posizioni vicine alla dissidenza. Nel novembre 1962 la rivista divenne famosa per la pubblicazione del romanzo Una giornata di Ivan Denisovič di Aleksandr Solženicyn che parlava della prigionia nei gulag; in quell'anno raggiunse una tiratura di 150 000 copie mensili . Novyj Mir continuò pubblicando articoli e racconti controversi su vari aspetti dell'Unione Sovietica e della storia russa, nonostante il suo caporedattore Aleksandr Tvardovskij fu costretto a dimettersi nel febbraio 1970 a causa di forti pressioni politiche.
La nomina di Sergej Zalygin nel 1986 e l'inizio della perestrojka videro l'aumentare delle critiche al governo sovietico anche verso figure come Michail Gorbačëv. Furono pubblicate anche opere di scrittori prima banditi, come George Orwell, Iosif Brodskij e Vladimir Nabokov.
Attualmente, Novy Mir è considerata una rivista autorevole nel contesto letterario russo ed ha un orientamento liberale.

## Caporedattori
- Vjačeslav Polonskij (1926–1931)
- Ivan Gronskij (1931–1937)
- Vladimir Stavskij (1937–1941)
- Vladimir Ščerbina (1941–1946)
- Konstantin Simonov (1946–1950) e (1954–1957)
- Aleksandr Tvardovskij (1950–1954) e (1958–1970)
- Valerij Kosolapov (1970–1974)
- Sergej Narovčatov (1974–1981)
- Vladimir Karpov (1981–1986)
- Sergey Zalygin (1986–1998)
- Andrej Vasilevskij (1998- )